# Christian Kabasele
Christian Kabasele, né le 24 février 1991 à Lubumbashi au Zaïre (aujourd'hui la république démocratique du Congo), est un footballeur international belge, d'origine congolaise (RDC), qui joue au poste de défenseur à l'Udinese Calcio.

## Biographie

### En club
Christian Kabasele commence sa carrière à la KAS Eupen. 
Le 27 janvier 2011, Malines confirme que Kabasele rejoint le club en prêt. Il fait ses débuts le 12 février lors de la victoire 3 buts à 1 contre Westerlo, en remplaçant Jonathan Wilmet. Il marque son premier goal pour Malines lors du match contre le Lierse gagné 2 buts à 1, le 8 avril.
Le 22 août 2011, Kabasele rejoint le club bulgare de Ludogorets Razgrad en signant un contrat de 3 ans. Le 19 novembre 2011, il marque son premier but pour Ludogorets à la dernière minute lors de la victoire 2 à 0 contre Kaliakra Kavarna dans un match de championnat. Un an plus tard, il quitte la Bulgarie, déçu, il a notamment dû supporter des insultes racistes de la part du public local qui lui crachait sa haine en lui lançant des bananes. 
Le 16 août 2012, Kabasele fait son retour à Eupen en signant en contrat de deux ans. Là-bas, l'entraineur l'installe sur le terrain en tant que défenseur et plus comme attaquant à la suite de la blessure de Diawandou Diagne.
Ses bonnes prestations à Eupen attirent l'attention de Genk, équipe limbourgeoise pour laquelle il signe en 2014. 
À la suite de ses performances réalisées pendant la saison 2015-2016 en Jupiler Pro League où il était le seul joueur de champ à avoir joué tous les matchs de championnat ainsi que de Coupe de Belgique dans leur totalité, il est engagé par le club anglais de Watford FC pour les cinq ans à venir pour un montant de transfert d'environ sept millions d'euros.
En avril 2019, Kabasele a été victime de commentaires racistes sur les réseaux sociaux, avec ses coéquipiers Adrian Mariappa et Troy Deeney.

### En sélections nationales
Bien que né au Zaïre, Kabasele s'est retrouvé en Belgique dès son plus jeune âge et pu choisir dans quelle sélection il désirait évoluer.
En janvier 2015, il refuse une proposition de la République Démocratique du Congo de se joindre à l'équipe pour la CAN 2015 car il espère toujours pouvoir être sélectionné pour la Belgique.
En mai 2016, il est sélectionné par Marc Wilmots pour être dans la liste des 23 belges qui participeront à l'Euro 2016 en France à la suite des forfaits de plusieurs joueurs notamment Vincent Kompany, Nicolas Lombaerts ou encore Björn Engels. Il fait ses débuts en équipe nationale lors d'un match amical contre les Pays-Bas le 9 novembre 2016.
En mai 2018, il a été une nouvelle fois préselectionné dans le groupe belge pour la Coupe du monde de football de 2018 en Russie. Il n'a toutefois pas été retenu dans le groupe des 23 joueurs définitifs.

## Statistiques

### En club
| Saison                | Club                  | Championnat           | Championnat | Championnat | Championnat | Coupe nationale | Coupe nationale | Coupe nationale | Coupe de la Ligue | Coupe de la Ligue | Coupe de la Ligue | Autres compétitions | Autres compétitions | Autres compétitions | Autres compétitions | Total | Total | Total |
| Saison                | Club                  | Division              | M.          | B.          | P.d.        | M.              | B.              | P.d.            | M.                | B.                | P.d.              | Comp.               | M.                  | B.                  | P.d.                | M.    | B.    | P.d.  |
| 2007-2008             | KAS Eupen             | Division 2            | 2           | 0           | 0           | -               | -               | -               | -                 | -                 | -                 | -                   | -                   | -                   | -                   | 2     | 0     | 0     |
| 2008-2009             | KAS Eupen             | Division 2            | 5           | 0           | 0           | -               | -               | -               | -                 | -                 | -                 | -                   | -                   | -                   | -                   | 5     | 0     | 0     |
| 2009-2010             | KAS Eupen             | Division 2            | 1           | 0           | 0           | -               | -               | -               | -                 | -                 | -                 | TF                  | 1                   | 0                   | 0                   | 2     | 0     | 0     |
| 2010-2011             | KAS Eupen             | Division1             | 3           | 0           | 0           | 2               | 0               | 0               | -                 | -                 | -                 | -                   | -                   | -                   | -                   | 5     | 0     | 0     |
| Sous-total            | Sous-total            | Sous-total            | 11          | 0           | 0           | 2               | 0               | 0               | -                 | -                 | -                 | -                   | 1                   | 0                   | 0                   | 14    | 0     | 0     |
| 2010-2011             | KV Malines (prêt)     | Division 1            | 1           | 0           | 0           | -               | -               | -               | -                 | -                 | -                 | PO2                 | 3                   | 1                   | 0                   | 4     | 1     | 0     |
| 2011-2012             | Ludogorets Razgrad    | Parva Liga            | 11          | 3           | 1           | 3               | 3               | 2               | -                 | -                 | -                 | -                   | -                   | -                   | -                   | 14    | 6     | 3     |
| 2012-2013             | KAS Eupen             | Division 2            | 26          | 4           | 2           | -               | -               | -               | -                 | -                 | -                 | -                   | -                   | -                   | -                   | 26    | 4     | 2     |
| 2013-2014             | KAS Eupen             | Division 2            | 26          | 2           | 0           | 1               | 0               | 0               | -                 | -                 | -                 | TF                  | 3                   | 0                   | 0                   | 30    | 2     | 0     |
| Sous-total            | Sous-total            | Sous-total            | 52          | 6           | 2           | 1               | 0               | 0               | -                 | -                 | -                 | -                   | 3                   | 0                   | 0                   | 56    | 6     | 2     |
| 2014-2015             | KRC Genk              | Division 1            | 28          | 2           | 1           | 1               | 0               | 0               | -                 | -                 | -                 | PO2                 | 6                   | 0                   | 0                   | 35    | 2     | 1     |
| 2015-2016             | KRC Genk              | Division 1            | 30          | 4           | 0           | 4               | 1               | 0               | -                 | -                 | -                 | PO1+BE              | 10+2                | 0+0                 | 0+0                 | 46    | 5     | 0     |
| Sous-total            | Sous-total            | Sous-total            | 58          | 6           | 1           | 5               | 1               | 0               | -                 | -                 | -                 | -                   | 18                  | 0                   | 0                   | 81    | 7     | 1     |
| 2016-2017             | Watford FC            | Premier League        | 16          | 2           | 0           | 1               | 1               | 0               | 1                 | 0                 | 0                 | -                   | -                   | -                   | -                   | 18    | 3     | 0     |
| 2017-2018             | Watford FC            | Premier League        | 28          | 2           | 0           | 2               | 0               | 0               | 1                 | 0                 | 0                 | -                   | -                   | -                   | -                   | 31    | 2     | 0     |
| 2018-2019             | Watford FC            | Premier League        | 21          | 0           | 0           | 1               | 0               | 0               | 1                 | 0                 | 0                 | -                   | -                   | -                   | -                   | 23    | 0     | 0     |
| 2019-2020             | Watford FC            | Premier League        | 27          | 0           | 2           | 1               | 0               | 0               | 3                 | 0                 | 1                 | -                   | -                   | -                   | -                   | 31    | 0     | 3     |
| 2020-2021             | Watford FC            | Championship          | 20          | 1           | 0           | -               | -               | -               | 1                 | 0                 | 0                 | -                   | -                   | -                   | -                   | 21    | 1     | 0     |
| 2021-2022             | Watford FC            | Premier League        | 16          | 0           | 0           | -               | -               | -               | 1                 | 0                 | 0                 | -                   | -                   | -                   | -                   | 17    | 0     | 0     |
| 2022-2023             | Watford FC            | Championship          | 25          | 1           | 0           | -               | -               | -               | 0                 | 0                 | 0                 | -                   | -                   | -                   | -                   | 25    | 1     | 0     |
| Sous-total            | Sous-total            | Sous-total            | 153         | 6           | 2           | 5               | 1               | 0               | 8                 | 0                 | 1                 | -                   | -                   | -                   | -                   | 166   | 7     | 3     |
| 2023-2024             | Udinese Calcio        | Serie A               | 13          | 1           | 1           | 1               | 0               | 0               | -                 | -                 | -                 | -                   | -                   | -                   | -                   | 14    | 1     | 1     |
| 2024-2025             | Udinese Calcio        | Serie A               | 16          | 2           | 0           | 2               | 0               | 0               | -                 | -                 | -                 | -                   | -                   | -                   | -                   | 18    | 2     | 0     |
| 2025-2026             | Udinese Calcio        | Serie A               | -           | -           | -           | 0               | 0               | 0               | -                 | -                 | -                 | -                   | -                   | -                   | -                   | 0     | 0     | 0     |
| Sous-total            | Sous-total            | Sous-total            | 29          | 3           | 1           | 3               | 0               | 0               | -                 | -                 | -                 | -                   | -                   | -                   | -                   | 32    | 3     | 1     |
| Total sur la carrière | Total sur la carrière | Total sur la carrière | 315         | 24          | 7           | 19              | 5               | 2               | 8                 | 0                 | 1                 | -                   | 25                  | 1                   | 0                   | 367   | 30    | 10    |

### En sélections nationales
| Saison                | Sélection             | Phases finales        | Phases finales | Phases finales | Phases finales | Éliminatoires CDM | Éliminatoires CDM | Éliminatoires CDM | Éliminatoires EURO | Éliminatoires EURO | Éliminatoires EURO | Ligue des Nations | Ligue des Nations | Ligue des Nations | Matchs amicaux | Matchs amicaux | Matchs amicaux | Total | Total | Total |
| Saison                | Sélection             | Compétition           | M              | B              | Pd             | M                 | B                 | Pd                | M                  | B                  | Pd                 | M                 | B                 | Pd                | M              | B              | Pd             | M     | B     | Pd    |
| --------------------- | --------------------- | --------------------- | -------------- | -------------- | -------------- | ----------------- | ----------------- | ----------------- | ------------------ | ------------------ | ------------------ | ----------------- | ----------------- | ----------------- | -------------- | -------------- | -------------- | ----- | ----- | ----- |
| 2015-2016             | Belgique              | Euro 2016             | 0              | 0              | 0              | -                 | -                 | -                 | -                  | -                  | -                  | -                 | -                 | -                 | 0              | 0              | 0              | 0     | 0     | 0     |
| 2016-2017             | Belgique              | -                     | -              | -              | -              | 0                 | 0                 | 0                 | -                  | -                  | -                  | -                 | -                 | -                 | 1              | 0              | 0              | 1     | 0     | 0     |
| 2017-2018             | Belgique              | -                     | -              | -              | -              | 0                 | 0                 | 0                 | -                  | -                  | -                  | -                 | -                 | -                 | 1              | 0              | 0              | 1     | 0     | 0     |
| 2018-2019             | Belgique              | -                     | -              | -              | -              | -                 | -                 | -                 | -                  | -                  | -                  | 0                 | 0                 | 0                 | 0              | 0              | 0              | 0     | 0     | 0     |
| Total sur la carrière | Total sur la carrière | Total sur la carrière | 0              | 0              | 0              | 0                 | 0                 | 0                 | -                  | -                  | -                  | 0                 | 0                 | 0                 | 2              | 0              | 0              | 2     | 0     | 0     |

### Matchs internationaux
| Matchs internationaux de Christian Kabasele | Matchs internationaux de Christian Kabasele | Matchs internationaux de Christian Kabasele | Matchs internationaux de Christian Kabasele | Matchs internationaux de Christian Kabasele | Matchs internationaux de Christian Kabasele | Matchs internationaux de Christian Kabasele | Matchs internationaux de Christian Kabasele |
| #                                           | Date                                        | Lieu                                        | Adversaire                                  | Résultat                                    | Compétition                                 | Club                                        | Notes                                       |
| ------------------------------------------- | ------------------------------------------- | ------------------------------------------- | ------------------------------------------- | ------------------------------------------- | ------------------------------------------- | ------------------------------------------- | ------------------------------------------- |
| 1                                           | 9 novembre 2016                             | Amsterdam Arena, Amsterdam, Pays-Bas        | Pays-Bas                                    | N 1 - 1                                     | Match amical                                | Watford FC                                  | Titulaire.                                  |
| 2                                           | 14 novembre 2017                            | Stade Jan-Breydel, Bruges, Belgique         | Japon                                       | V 1 - 0                                     | Match amical                                | Watford FC                                  | Titulaire.                                  |

## Palmarès

### En club
|  |  | Ludogorets Razgrad - Championnat de Bulgarie (1) : - Champion : 2012. - Coupe de Bulgarie (1) : - Vainqueur : 2012. |  | KAS Eupen - Championnat de Belgique de deuxième division : - Vice-champion : 2014. |  | Watford FC - Championnat d'Angleterre de deuxième division : - Vice-champion : 2021. - Coupe d'Angleterre : - Finaliste : 2019. |